# Primecoin
Primecoin (XPM) – kryptowaluta stworzona w 2013 roku opierająca się na systemie proof-of-work (PoW) poprzez wyszukiwanie łańcuchów liczb pierwszych.

## Historia
Primecoin został utworzony w 2013 roku przez programistę pod pseudonimem Sunny King, który był również twórcą innej kryptowaluty o nazwie peercoin. Symbol waluty jest grecką literą psi (Ψ), która oznacza funkcję dzeta Riemanna, co jest wyrazem hołdu wobec tego matematyka.

## Mechanizm działania
Mechanizm działania tej waluty znacząco różni się od tego występującego w bitcoinie. Dane uzyskiwane przez „górników” bitcoinów znajdują zastosowanie jedynie w weryfikacji transakcji. Z kolei primecoin znajduje realne zastosowanie w wielu dziedzinach z uwagi na to, że pozyskiwanymi danymi są łańcuchy liczb pierwszych. Nie są to jednak dowolne łańcuchy, ale te, które można zaliczyć do łańcuchów Cunninghama lub bi-twin (określone sekwencje liczb pierwszych stosowane w kryptografii).
Obliczanie łańcucha jest tym trudniejsze, im dłuższy jest łańcuch, co skutkuje dopasowaniem poziomu trudności obliczeń do ich dynamiki – poziom trudności zwiększa się co jeden blok, gdzie w przypadku bitcoina jest to wartość 2016. System PoW znajduje tutaj zastosowanie z uwagi na fakt, że weryfikacja łańcucha jest stosunkowo szybka. Primecoin stosuje również tzw. hashowanie, które zapobiega powtarzalności sekwencji w kolejnych blokach.

## Szczególne cechy
Istnieją pewne określone cechy, które odróżniają primecoina od innych kryptowalut:
- brak określonej maksymalnej ilości monet (zgodnie z prawem Moore’a)[7]
- opiera się na systemie proof-of-work wyszukując łańcuchy liczb pierwszych (łańcuchy Cunninghama typu pierwszego, łańcuchy Cunninghama typu drugiego oraz łańcuchy bi-twin),
- trudność obliczeniowa rośnie proporcjonalnie do wykonanej ilości obliczeń,
- szybsza o 8-10 razy generacja bloków niż w przypadku bitcoina.